# Maladera tridentata
Maladera tridentata är en skalbaggsart som beskrevs av Moser 1918. Maladera tridentata ingår i släktet Maladera och familjen Melolonthidae. Inga underarter finns listade i Catalogue of Life.